# Tadeusz Wesołowski (aktor)
Tadeusz Wesołowski właśc. Tadeusz Naglicki (ur. 5 lipca 1900 w Tarnowie, zm. 3 stycznia 1982 w Krakowie) – polski aktor teatralny i filmowy, reżyser teatralny.

## Życiorys
Ukończył seminarium nauczycielskie oraz Szkołę Dramatyczną Kazimierza Gabryelskiego w Krakowie. Na scenie debiutował ok. 1919 roku, najpierw w Teatrze YMCA, a następnie grał w Teatrze „Bagatela” (1919–1925). Ponadto występował w Teatrze Polskim w Katowicach (1922–1923). Uprawiał także tenis, występując w latach 1916–1925 w barwach Cracovii. Kolejne lata 1925–1939 spędził w Warszawie, gdzie grał w teatrach: Polskim, Małym, Narodowym, Nowym i Letnim oraz w Teatrze Ćwiklińskiej i Fertnera (sezon 1926/1927).
Podczas II wojny światowej pozostał w stolicy, występując w teatrach jawnych (Bohema, Figaro, Kometa, Teatr miasta Warszawy, Nowy Miraż). Po wojnie powrócił do Krakowa, gdzie grał i reżyserował w  Teatrze im. Juliusza Słowackiego (1945–1946), Teatrze Kameralnym TUR (1946–1947),  Miejskich Teatrach Dramatycznych (1947–1954) oraz od 1954 roku do 1971 roku – w Starym Teatrze im. Heleny Modrzejewskiej. Na deskach tego ostatniego obchodził jubileusze 40-lecia (1959) i 45-lecia (1964) pracy artystycznej. W 1957 roku został uhonorowany Nagrodą artystyczną Miasta Krakowa, a w 1965 roku otrzymał tytuł Członka Zasłużonego SPATiF-ZASP. Od 1957 roku był członkiem Rady Seniorów KS Cracovia. Wystąpił również w dwóch spektaklach Teatru Telewizji (1963–1966) oraz siedmiu audycjach Teatru Polskiego Radia (1951–1971). Został pochowany na Cmentarzu Salwatorskim (sektor SC3-B-4).

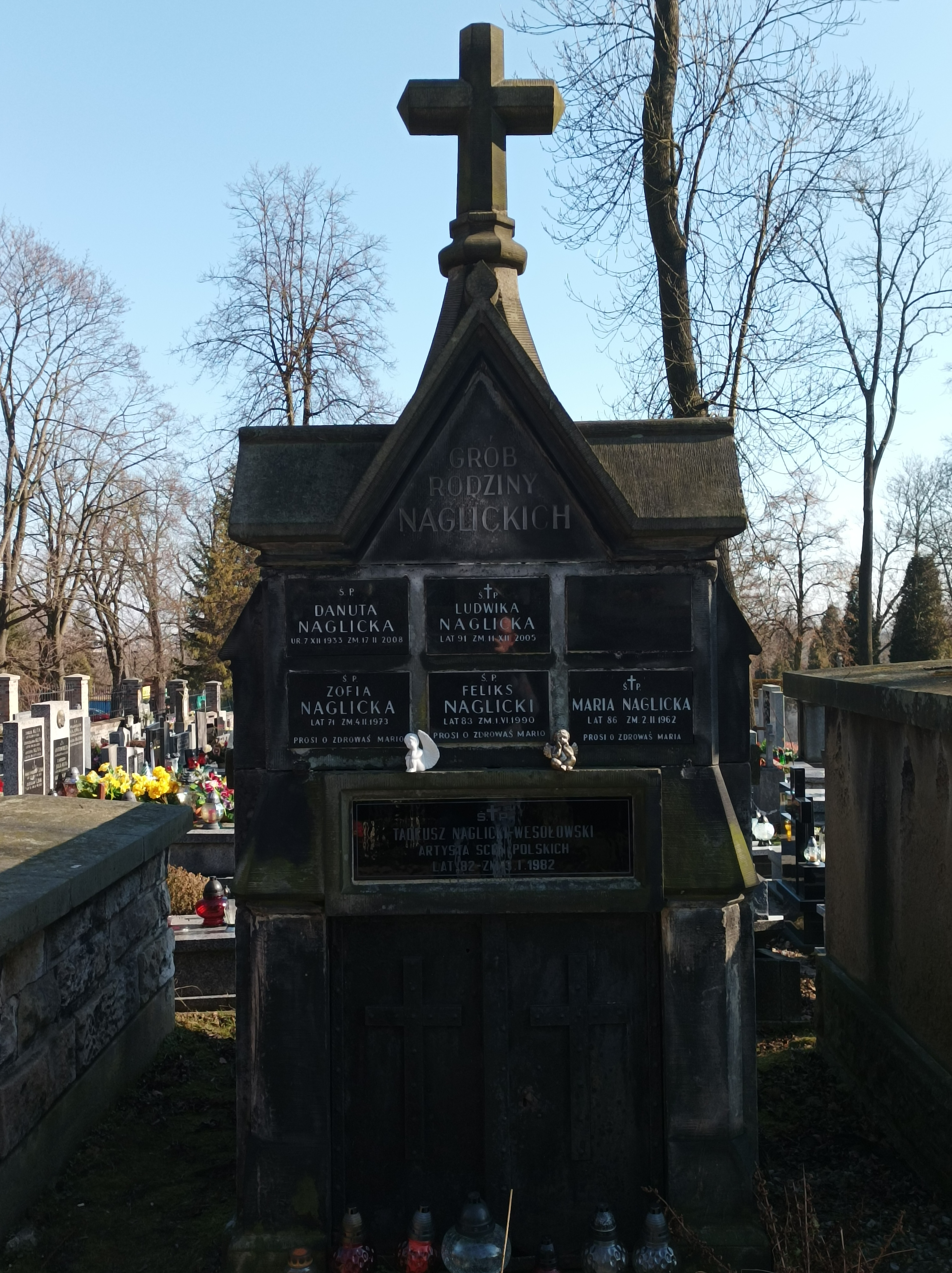
Grób Tadeusza Wesołowskiego na cmentarzu Salwatorskim

## Filmografia
- Ziemia obiecana (1927) – agent handlowy
- Tajemnica starego rodu (1928) – partner księżniczki Alicji w grze w tenisa
- Romans panny Opolskiej (1928)
- W lasach polskich (1929) – hrabia Komarowski
- Grzeszna miłość (1929) – Marek Świda
- Moralność pani Dulskiej (1930) – Zbyszko Dulski
- Uwiedziona (1931) – przyjaciel Jerzego
- Ułani, ułani, chłopcy malowani (1932) – adiutant porucznik
- 10% dla mnie (1933) – Janek, urzędnik notarialny, ukochany Zosi
- Pan Twardowski (1936) – dworzanin przyboczny króla Zygmunta Augusta
- Fredek uszczęśliwia świat (1936) – Bolek Karski, brat Irmy
- Skłamałam (1937) – Stanisław Burski, pracownik drukarni
- Kobiety nad przepaścią (1938) – nauczyciel tańca w Instytucie Choreograficznym